# 小行星8314
小行星8314（英語：8314 Tsuji）是一颗围绕太阳公转的小行星。1997年10月25日，圓舘金、渡邊和郎在北见发现了此天体。
这颗小行星的绝对星等为42.21238617994761等。